# Забарний Олександр Васильович
Олександр Васильович Забарний (12 травня 1957 р. у селі Черкізово Московської області, нині у межах міста Москва) — український тележурналіст.
Закінчив факультет журналістики Київського університету ім. Т. Г. Шевченка (1988). Навчався в Майстерні постановочної телережисури В. Кісіна і В. Горпенка (1989). 
Працював звукооператором студії «Укртелефільм» (1979—1986), асистентом режисера на Держтелерадіо (1986—1989).
З 1995 р. директор телекомпанії «Дельта ТУ» (Київ). Автор циклів телепередач («Київ», «На землі Київській» тощо). Викладає курс «Організація телевиробництва».